# Kunihiro Ochi
Kunihiro Ochi (japanisch 越智 邦弘; * 14. Dezember 1954 in Tokio, Japan) ist ein japanischer Dirigent, Musiker und Musikpädagoge. Er ist vor allem für seine Arbeit im Bereich der Sinfonischen Blasmusik bekannt und  als Dirigent und Wertungsrichter international tätig.

## Leben
Kunihiro Ochi wurde in Tokio geboren und erhielt seinen ersten Klavierunterricht im Alter von neun Jahren. Im Jahr 1970 begann er Trompete zu spielen und schloss sich dem Blasorchester seines Gymnasiums in Yokohama an. Sein erstes öffentliches Dirigat hatte er 1971 mit dem Sinfonieorchester seines Gymnasiums, wo er unter anderem Franz Schuberts Unvollendete dirigierte.
Nach dem Schulabschluss nahm Ochi ein Studium an der Universität für Musik Toho-Gakuen in Tokio auf, wo er Waldhorn bei Lehrern wie Seiji Osawa, Hideo Saitō und Masahiro Tanaka studierte. 1977 schloss er dieses Studium mit dem Titel "Magister der Musik" ab.
Nach Deutschland kam Ochi 1978. An der Hochschule für Musik und Darstellende Kunst Frankfurt am Main studierte er von 1979 bis 1983 weiter Waldhorn bei Gustav Neudecker. Zudem begann er 1983 ein Aufbaustudium „Kapellmeister“ an der Hochschule für Musik Karlsruhe bei Wolf-Dieter Hauschild, Räto Tschupp und Andreas Weiss. Dieses Studium beendete er 1988. Seitdem ist Ochi hauptberuflich als Dirigent tätig, aber auch während seiner Studienzeit sammelte Ochi durch zahlreiche Live- und Studioaufnahmen u. a. beim Hessischen Rundfunk und Süddeutschen Rundfunk erste Erfahrungen.

## Wirken

### Dirigent
Kunihiro Ochi hat als Dirigent mit verschiedenen Orchestern weltweit zusammengearbeitet. Zu seinen Stationen gehören:
- Gastdirigate in den Jahren 1987–1992 bei Orchestern wie dem Südwestdeutschen Kammerorchester in Pforzheim, dem Rischon LeZion Sinfonieorchester in Israel und dem Orchesterensemble Kanazawa in Japan.
- Langjährige Tätigkeit als erster ständiger Gastdirigent bei der Philharmonie Baden-Baden (1990–1994), wo er bis zu 14 Konzerte im Jahr absolvierte.
- Als Musikdirektor Leitung vieler Blasorchester, darunter das Orchestre d'Harmonie de l'Electricité de Strasbourg OHÉS (1998–2003)[1], das Landesjugendblasorchester Rheinland-Pfalz LJBO RLP (1998–2013)[2] und als Gastdirigent beim  Tōkyō Kōsei Wind Orchestra in Japan (1999 und 2001).

### Dozent und Wertungsrichter
Seit den 1990er Jahren ist Ochi als Dozent und Wertungsrichter tätig. Er unterrichtet regelmäßig Dirigieren und Blechbläsertechnik, unter anderem beim Landesmusikverband Rheinland-Pfalz. So war er 2004 Dirigent eines Dirigentenseminars für Fortgeschrittene beim Kreismusikverband Deutsche Weinstraße. Seit 1994 ist er Wertungsrichter beim Bund Deutscher Blasmusikverbände (BDB).

### Wettbewerbe und Auszeichnungen
Unter Ochis Leitung gewann das Orchestre d'Harmonie de l'Electricité de Strasbourg 2002 den 1. Preis beim französischen Nationalwettbewerb in Thonon-les-Bains. Ebenso nahm Ochi zusammen mit dem Orchestre d'Harmonie de l'Electricité de Strasbourg an der Weltkonferenz der World Association for Symphonic Bands and Ensembles (WASBE) 2003 in Jönköping, Schweden teil sowie mit dem Landesjugendblasorchester Rheinland-Pfalz beim Internationalen Blasmusikfestival in Jeju, Südkorea (2001).

### Uraufführungen (Auswahl)
Kunihiro Ochi hat zahlreiche Werke zeitgenössischer Komponisten weltweit uraufgeführt. Zudem leitete er europäische und deutsche Erstaufführungen von Werken prominenter Komponisten.
- Thierry Muller: Circus Suite (2001)[4]
- Raphael Brunon: Les Vulcaniades (2001)[4]
- Evžen Zámečník: Les Métamorphoses Espagnoles (2001)[4]
- Marc Hegenhauser: Capriccio (2001)[4]
- Heinz Heckmann: Im Zauber der Elemente (2004)[5]
- Piet Swerts: Cyrano (2005)[6]
- Bert Appermont: Theia – Göttin des Lichtes (2008)

## Diskografie (Auswahl)
Kunihiro Ochi hat eine Vielzahl von CD-Aufnahmen veröffentlicht, darunter:
- Toni Völker Kammermusik II (Chrisma 1996)[7]
- Lauréats (Edition Robert Martin 2002)[4]
- Wasbe 11th Conference (MCRS 2003)[3]
- Werke von Jörg Mainka (Schott 2003)[8]
- The Book of Urizen, Titel: Cyrano (De Haske 2006)[9]

Während seiner Zeit als Generalmusikdirektor des Landesjugendblasorchesters Rheinland-Pfalz wurden zudem mehrere Mitschnitte seiner Konzerte veröffentlicht.

## Aktuelle Tätigkeiten
Kunihiro Ochi ist weiterhin künstlerisch aktiv. Seit 1996 leitet er das Sinfonische Blasorchester Mercedes-Benz Werk Wörth.
Darüber hinaus ist er Dozent für Dirigentenfortbildungen und Juror bei internationalen Wettbewerben.

## Trivia
Der belgische Komponist Piet Swerts widmete sein Werk Cyrano Kunihiro Ochi. Das Werk wurde vom Orchestre d'Harmonie de l'Electricité de Strasbourg in Auftrag gegeben und erschien 2005 im De Haske Musikverlag.